# Deutsches Institut für Service-Qualität
Das Deutsche Institut für Service-Qualität (DISQ) ist ein kommerzielles Marktforschungsinstitut, das so genannte Servicestudien durchführt. Auftraggeber sind verschiedene Medienunternehmen.

## Unternehmen
Das DISQ analysiert die Qualität, die Dienstleistungen und die Preise von Anbietern durch Beratungsgespräche, Testkäufe, Testanrufe und Testmails (Mystery Shopping). Dabei werden Erreichbarkeit, Kompetenz und Qualität der Unternehmen untersucht. Der von den Unternehmen gebotene Service steht also im Vordergrund. Anhand vorab festgelegter Testkriterien werden die getesteten Dienstleister dann in einer Rangfolge angeordnet und die Ergebnisse exklusiv dem Auftraggeber zur Verfügung gestellt. Der Testsieger wird mit einem Qualitätssiegel ausgezeichnet. Seit 2006 hat das DISQ über 1.200 Studien durchgeführt. Zu den getesteten Unternehmen gehören u. a. Versicherer, Einzelhändler, Banken oder Online-Portale. Des Weiteren werden Kundenbefragungen durchgeführt.
Bisherige Kunden waren unter anderem N-tv, Computer Bild und das Handelsblatt.
Die Ergebnisse der Studien und Kundenbefragungen von 2006 bis heute werden online angeboten. Die Ergebnisse sowie die angelegten Prüfkriterien der Studien und Befragungen sind für Verbraucher online öffentlich einsehbar und die Zusammenfassungen werden kostenfrei als PDF-Dokument zur Verfügung gestellt.

## Deutscher Servicepreis
Mit dem Nachrichtensender ntv verleiht das DISQ den Deutschen Servicepreis.

## Kritik
Das DISQ geriet 2008 mit einer Studie über Stromanbieter in die Kritik. Bemängelt wurden angeblich willkürliche Testmethoden und dass der Testsieger für die anschließende Verwendung des Testergebnisses in seiner Werbung ein Entgelt gezahlt hatte. Der Test selbst wurde dagegen laut dem DISQ nicht vom Testsieger bezahlt, da das DISQ keine Aufträge durch zu testende Unternehmen annimmt. Der Testsieg der Studie über Stromanbieter 2008 wurde nach der öffentlichen Diskussion in der taz nicht mehr beworben.
2010 wurden die Methoden des Instituts in einer Studie über Kreuzfahrten bemängelt, da das Institut sich auf den Vertriebsweg Internet konzentriert hatte, obwohl drei Viertel der Kreuzfahrten im Reisebüro gebucht werden. Auch eine Untersuchung über Drogeriemärkte darf nicht mehr verbreitet werden, nachdem die Drogeriekette Rossmann sich erfolgreich vor dem Landgericht Hannover gegen den Test gewehrt hatte. Rossmann warf den Testern „methodische Unschärfe“ vor.
Das Landgericht Potsdam untersagte in einem Urteil vom 6. Mai 2011 in erster Instanz einem Möbelhaus mit dem Testurteil „bestes Möbelhaus“ vom DISQ zu werben. Das Gericht fand zum einen irreführend, dass das Testsiegel in den Nationalfarben der Bundesrepublik Deutschland gehalten und mit der Bezeichnung „Deutsches Institut“ versehen ist, sodass viele Kunden glauben könnten, es handele sich beim DISQ um eine öffentliche oder unter öffentlicher Aufsicht stehende (wissenschaftliche) Einrichtung. Zum anderen weise die Untersuchung nach Ansicht des Gerichts erhebliche methodische Mängel auf. So impliziere die Auszeichnung „1. Platz, Bestes Möbelhaus“, dass die Qualität des Möbelhauses (insgesamt) getestet worden sei. Der Kernbereich, also Erwerb und Lieferung eines Möbelstücks, sei nicht ausreichend geprüft worden. Das DISQ habe sich dagegen – wie bereits aus dem Namen folgt – in erster Linie auf die Servicequalität fokussiert und das Beratungsgespräch zum Schwerpunkt genommen. Darüber hinaus würden die Prüfpunkte zur Hälfte auf einer subjektiven Beurteilung beruhen. Geklagt hatte der Bundesverband der Verbraucherzentralen.